# Kodër Thumanë
Kodër Thumanë è una frazione del comune di Croia in Albania (prefettura di Durazzo).
Fino alla riforma amministrativa del 2015 era comune autonomo, dopo la riforma è stato accorpato, insieme agli ex-comuni di Bubq, Croia, Cudhi, Fushë Krujë e Nikël a costituire la municipalità di Croia.

## Località
Il comune era formato dall'insieme delle seguenti località:
- Koder Thumane
- Borizane
- Derven
- Gramez
- Thumane
- Bushnesh
- Dukagjin i Ri
- Sukth-Vendas
- Milisk